# Akira Fujinami
Akira Fujinami (jap. 藤浪 鑑 Fujinami Akira; znany również jako Kan Fujinami, ur. 29 listopada 1870, zm. 18 listopada 1934) – japoński lekarz.

## Życiorys
Urodził się w prefekturze Aichi w 1870 roku. Ukończył studia na Wydziale Medycyny Cesarskiego Uniwersytetu w Tokio w 1895 roku, następnie spędził cztery lata w Niemczech, gdzie specjalizował się w patologii. W 1899 roku przyznano mu katedrę patologii Cesarskiego Uniwersytetu w Tokio i pozostał na tym stanowisku do 1930 roku. W 1918 roku otrzymał nagrodę Cesarskiej Akademii za badania nad schistosomatozą. Fujinami i Hachitarō Nakamura w doświadczeniach na myszach wyjaśnili cykl życiowy pasożyta Schistosoma japonicum.